# Joel Crawford (Regisseur)
Joel Crawford (* 1975) ist ein US-amerikanischer Storyboard Artist und Regisseur.

## Leben und Wirken
Joel Crawford studierte am California Institute of the Arts. 2006 kam er zu DreamWorks Animation, wo er seine Karriere als Story Artist bei Bee Movie (2007) begann. Es folgten weitere Filme wie Kung Fu Panda, Für immer Shrek und Trolls, an denen er als Story Artist mitarbeitete. 2017 gab er sein Regiedebüt mit Trolls: Feiern mit den Trolls, einem auf dem Film Trolls basierenden Weihnachts-Fernsehspecial für NBC. Sein Spielfilmdebüt gab er schließlich 2020 mit Die Croods – Alles auf Anfang, zuletzt führte er Regie bei Der gestiefelte Kater: Der letzte Wunsch, für den er 2023 zusammen mit Produzent Mark Swift eine Oscar-Nominierung in der Kategorie Bester animierter Spielfilm erhielt. Sowohl in Die Croods – Alles auf Anfang als auch in Der gestiefelte Kater: Der letzte Wunsch übernahm er jeweils kleinere Synchronisations-Rollen.
2023 erhielt Crawford die Ehrendoktorwürde des Savannah College of Art and Design für seine Beiträge zur Animation.

## Filmografie
- 2017: Trolls – Feiern mit den Trolls (Weihnachts-Fernsehspecial)
- 2020: Die Croods – Alles auf Anfang
- 2022: Der gestiefelte Kater: Der letzte Wunsch